# Jany Holt
Ruxandra Ecaterina Vladescu Olt, conocida como Jany Holt, (Bucarest, Rumanía, 13 de mayo de 1909-Neuilly-sur-Seine, 26 de octubre de 2005) fue una actriz de cine y televisión francesa de origen rumano, con una carrera artística desarrollada principalmente en el cine de Francia.
Su verdadero nombre era Ruxandra Ecaterina Vladescu Olt, nació en Bucarest, Rumanía. Holt actuó en 48 filmes y producciones televisivas entre 1931 y 1995.
Jany Holt, que había sido miembro de la Resistencia Francesa contra los nazis durante la Segunda Guerra Mundial, falleció por causas naturales en Neuilly-sur-Seine, París, en 2005.

## Selección de su filmografía
- Le Domino vert (1935)
- Le Golem (1936)
- Les bas-fonds (1936)
- Un grand amour de Beethoven (1937)
- Dr. Terror's House of Horrors (1943) (episodio "The Monster of Stone")
- Les anges du péché (1943)
- The Green Glove (1952)
- Gervaise (1956)
- A Time for Loving (1971)
- Die linkshändige Frau (1978)
- Target (1985)